# Hogolé
Hogolé (auch: Ogolé) ist ein Weiler im Arrondissement Niamey V der Stadt Niamey in Niger.

## Geographie
Der Weiler befindet sich am südlichen Rand des ländlichen Gebiets von Niamey V. Zu den umliegenden Siedlungen zählt der Weiler Bibia im Norden. Bei Hogolé verläuft ein Nebental des 17 Kilometer langen Trockentals Kourtéré Gorou, das hinter Kourtéré in den Fluss Niger mündet.

## Bevölkerung
Bei der Volkszählung 2012 hatte Hogolé 541 Einwohner, die in 52 Haushalten lebten. Bei der Volkszählung 2001 betrug die Einwohnerzahl 440 in 66 Haushalten.

## Wirtschaft und Infrastruktur
Im Weiler gibt es eine Grundschule.